# Wahlkreis Treptow-Köpenick 3
Der Wahlkreis Treptow-Köpenick 3 ist ein Abgeordnetenhauswahlkreis in Berlin. Er gehört zum Wahlkreisverband Treptow-Köpenick und umfasst seit der Abgeordnetenhauswahl 2006 die Gebiete Adlershof und Altglienicke.

## Abgeordnetenhauswahl 2023
Bei der Wahl zum Abgeordnetenhaus von Berlin 2023 traten folgende Kandidaten an:
| Name                              | Partei           | Anteil der Erststimmen | Anteil der Zweitstimmen |
| --------------------------------- | ---------------- | ---------------------- | ----------------------- |
| Stefan Evers                      | CDU              | 32,7 %                 | 30,7 %                  |
| Ellen Haußdörfer                  | SPD              | 19,0 %                 | 17,4 %                  |
| Frank Scholtysek                  | AfD              | 17,0 %                 | 16,9 %                  |
| Monika Belz                       | Die Linke        | 11,9 %                 | 12,2 %                  |
| Claudia Schlaak                   | Grüne            | 08,6 %                 | 08,7 %                  |
| Kerstin Blanck                    | Tierschutzpartei | 04,1 %                 | 03,1 %                  |
| Joachim Schmidt                   | FDP              | 03,3 %                 | 03,6 %                  |
| Jan-Peter Zitzmann                | Die PARTEI       | 01,9 %                 | 01,4 %                  |
| Hendrik Walther                   | dieBasis         | 00,8 %                 | 00,5 %                  |
| Andrea Pistor                     | NPD              | 00,3 %                 | 00,3 %                  |
| Sabine Missler                    | LKR              | 00,1 %                 | 00,1 %                  |
| Dieter Schulz                     | LD               | 00,1 %                 | 0–                      |
| –                                 | Freie Wähler     | –                      | 00,5 %                  |
| –                                 | Sonstige         | –                      | 04,6 %                  |
| Wahlberechtigte: 35.452 Einwohner |                  |                        |                         |
| Wahlbeteiligung: 61,5 %           |                  |                        |                         |

## Abgeordnetenhauswahl 2021
Bei der Wahl zum Abgeordnetenhaus von Berlin 2021 traten folgende Kandidaten an:
| Name                              | Partei           | Anteil der Erststimmen | Anteil der Zweitstimmen |
| --------------------------------- | ---------------- | ---------------------- | ----------------------- |
| Ellen Haußdörfer                  | SPD              | 22,9 %                 | 21,7 %                  |
| Stefan Evers                      | CDU              | 17,8 %                 | 16,7 %                  |
| Frank Scholtysek                  | AfD              | 15,5 %                 | 14,9 %                  |
| Monika Belz                       | Die Linke        | 14,7 %                 | 14,8 %                  |
| Claudia Schlaak                   | Grüne            | 10,4 %                 | 09,8 %                  |
| Joachim Schmidt                   | FDP              | 07,1 %                 | 07,3 %                  |
| Kerstin Blanck                    | Tierschutzpartei | 04,5 %                 | 03,1 %                  |
| Julius Humme                      | Freie Wähler     | 02,5 %                 | 01,7 %                  |
| Jan-Peter Zitzmann                | Die PARTEI       | 02,3 %                 | 01,9 %                  |
| Hendrik Walther                   | dieBasis         | 01,5 %                 | 01,1 %                  |
| Andrea Pistor                     | NPD              | 00,3 %                 | 00,3 %                  |
| Sabine Missler                    | LKR              | 00,3 %                 | 00,2 %                  |
| Dieter Schulz                     | LD               | 00,1 %                 | 0–                      |
| –                                 | Die Grauen       | –                      | 01,3 %                  |
| –                                 | Sonstige         | –                      | 05,2 %                  |
| Wahlberechtigte: 35.385 Einwohner |                  |                        |                         |
| Wahlbeteiligung: 75,4 %           |                  |                        |                         |

## Abgeordnetenhauswahl 2016
Bei der Wahl zum Abgeordnetenhaus von Berlin 2016 traten folgende Kandidaten an:
| Name                    | Partei           | Anteil der Erststimmen | Anteil der Zweitstimmen |
| ----------------------- | ---------------- | ---------------------- | ----------------------- |
| Frank Scholtysek        | AfD              | 23,8 %                 | 24,1 %                  |
| Ellen Haußdörfer        | SPD              | 22,1 %                 | 20,0 %                  |
| Heike Kappel            | Die Linke        | 19,4 %                 | 18,6 %                  |
| Katrin Vogel            | CDU              | 18,2 %                 | 15,6 %                  |
| Hanke Benjamin          | Grüne            | 06,8 %                 | 06,8 %                  |
| Joachim Schmidt         | FDP              | 03,7 %                 | 03,9 %                  |
| ?                       | Die PARTEI       | 02,6 %                 | 01,8 %                  |
| Thorsten Stetzkowski    | Piraten          | 01,7 %                 | 01,4 %                  |
| ?                       | NPD              | 01,6 %                 | 01,4 %                  |
| –                       | Tierschutzpartei | 0–                     | 02,3 %                  |
| –                       | Graue Panther    | 0–                     | 01,6 %                  |
| –                       | Sonstige         | 0–                     | 04,4 %                  |
| Wahlberechtigte: 34.339 |                  |                        |                         |
| Wahlbeteiligung: 66,3 % |                  |                        |                         |

## Abgeordnetenhauswahl 2011
Bei der Wahl zum Abgeordnetenhaus von Berlin 2011 traten folgende Kandidaten an:
| Name                              | Partei           | Anteil der Erststimmen | Anteil der Zweitstimmen |
| --------------------------------- | ---------------- | ---------------------- | ----------------------- |
| Ellen Haußdörfer                  | SPD              | 34,3 %                 | 30,4 %                  |
| Uwe Doering                       | Die Linke        | 23,0 %                 | 20,8 %                  |
| Katrin Vogel                      | CDU              | 20,7 %                 | 18,6 %                  |
| Axel Sauerteig                    | Grüne            | 08,3 %                 | 07,8 %                  |
| ?                                 | NPD              | 05,2 %                 | 04,6 %                  |
| ?                                 | Familie          | 03,4 %                 | 01,8 %                  |
| ?                                 | pro Deutschland  | 02,0 %                 | 01,4 %                  |
| ?                                 | Die Freiheit     | 02,0 %                 | 01,3 %                  |
| –                                 | Piraten          | –                      | 08,9 %                  |
| –                                 | Tierschutzpartei | –                      | 01,4 %                  |
| –                                 | FDP              | 0–                     | 01,4 %                  |
| –                                 | Sonstige         | –                      | 01,6 %                  |
| Wahlberechtigte: 33.728 Einwohner |                  |                        |                         |
| Wahlbeteiligung: 57,6 %           |                  |                        |                         |

## Abgeordnetenhauswahl 2006
Bei der Wahl zum Abgeordnetenhaus von Berlin 2006 traten folgende Kandidaten an:
| Name                              | Partei    | Anteil der Erststimmen |
| --------------------------------- | --------- | ---------------------- |
| Ellen Haußdörfer                  | SPD       | 33,7 %                 |
| Uwe Doering                       | Die Linke | 26,3 %                 |
| Katrin Vogel                      | CDU       | 17,7 %                 |
| Mandy Schmidt                     | NPD       | 06,0 %                 |
| Martin von Löwis Of Menar         | Grüne     | 05,7 %                 |
| Klaus Röhl                        | FDP       | 05,0 %                 |
| Jens-Olaf Neuling                 | WASG      | 03,9 %                 |
| Manrico Lampe                     | AGFG      | 01,2 %                 |
| Ilja Karpowski                    | BüSo      | 00,5 %                 |
| Wahlberechtigte: 32.805 Einwohner |           |                        |
| Wahlbeteiligung: 54,9 %           |           |                        |

## Abgeordnetenhauswahl 2001
Der Wahlkreis Treptow-Köpenick 3 umfasste zur Abgeordnetenhauswahl am 21. Oktober 2001 die Gebiete Altglienicke, Bohnsdorf und südöstlich der Dörpfeldstraße gelegene Teilgebiete von Adlershof. Es traten folgende Kandidaten an:
| Name                              | Partei       | Anteil der Erststimmen |
| --------------------------------- | ------------ | ---------------------- |
| Walter Kaczmarczyk                | PDS          | 37,3 %                 |
| Regina Dorothea Klinger           | SPD          | 27,6 %                 |
| Fritz Niedergesäß                 | CDU          | 19,1 %                 |
| Stefan Hoffmann                   | STATT Partei | 07,1 %                 |
| Bernd Lamprecht                   | FDP          | 05,9 %                 |
| Rolf Zimmermann                   | Grüne        | 03,0 %                 |
| Wahlberechtigte: 33.581 Einwohner |              |                        |
| Wahlbeteiligung: 66,6 %           |              |                        |

## Abgeordnetenhauswahl 1999
Der Wahlkreis Treptow 3 umfasste zur Abgeordnetenhauswahl am 10. Oktober 1999 die Gebiete Altglienicke, Bohnsdorf und südöstlich der Dörpfeldstraße gelegene Teilgebiete von Adlershof. Es traten folgende Kandidaten an:
| Name                              | Partei | Anteil der Erststimmen |
| --------------------------------- | ------ | ---------------------- |
| Walter Kaczmarczyk                | PDS    | 35,1 %                 |
| Fritz Niedergesäß                 | CDU    | 35,0 %                 |
| Heidrun Meißner                   | SPD    | 22,2 %                 |
| Elisabeth Paus                    | Grüne  | 03,2 %                 |
| Karl-Heinz Menzel                 | PASS   | 03,1 %                 |
| Gerhard Schiela                   | FDP    | 01,5 %                 |
| Wahlberechtigte: 32.053 Einwohner |        |                        |
| Wahlbeteiligung: 64,5 %           |        |                        |

## Abgeordnetenhauswahl 1995
Der Wahlkreis Treptow 3 umfasste zur Abgeordnetenhauswahl am 22. Oktober 1995 die Gebiete Altglienicke, Bohnsdorf und südöstlich der Dörpfeldstraße gelegene Teilgebiete von Adlershof. Walter Kaczmarczyk (PDS) erhielt in diesem Wahlkreis die meisten Erststimmen.

## Bisherige Abgeordnete
Direkt gewählte Abgeordnete des Wahlkreises Treptow-Köpenick 3 (bis 1999: Treptow 3):
| Jahr | Name               | Partei | Anteil der Erststimmen |
| ---- | ------------------ | ------ | ---------------------- |
| 2023 | Stefan Evers       | CDU    | 32,7 %                 |
| 2021 | Ellen Haußdörfer   | SPD    | 22,9 %                 |
| 2016 | Frank Scholtysek   | AfD    | 23,8 %                 |
| 2011 | Ellen Haußdörfer   | SPD    | 34,3 %                 |
| 2006 | Ellen Haußdörfer   | SPD    | 33,7 %                 |
| 2001 | Walter Kaczmarczyk | PDS    | 37,3 %                 |
| 1999 | Walter Kaczmarczyk | PDS    | 35,1 %                 |
| 1995 | Walter Kaczmarczyk | PDS    | 31,2 %                 |